# 東林學派
東林學派，又稱東林寺學派，是明朝中葉至清朝初年的一個儒家學派，以顧憲成、高攀龍爲首。

## 特色

### 對王學的修正
東林學派認為，王學的「知行合一」過於強調實踐，忽視了理論的重要性。因此，東林學派提出了「理氣合一」的觀點，強調理論和實踐的統一。

### 重視儒學經典
東林學派非常重視儒學經典，認為經典的研究是實現道德修養的基礎。因此，東林學派致力於對儒家經典的研究和傳承，使儒學經典得到了更好的發揚光大。

### 注重教育
東林學派非常重視教育，認為教育是培養人才、傳承文化的重要途徑。因此，東林學派在教育方面做出了很多貢獻，如創辦書院、設立講壇等，為當時的教育事業做出了積極的貢獻。